# Hiranyakashipu

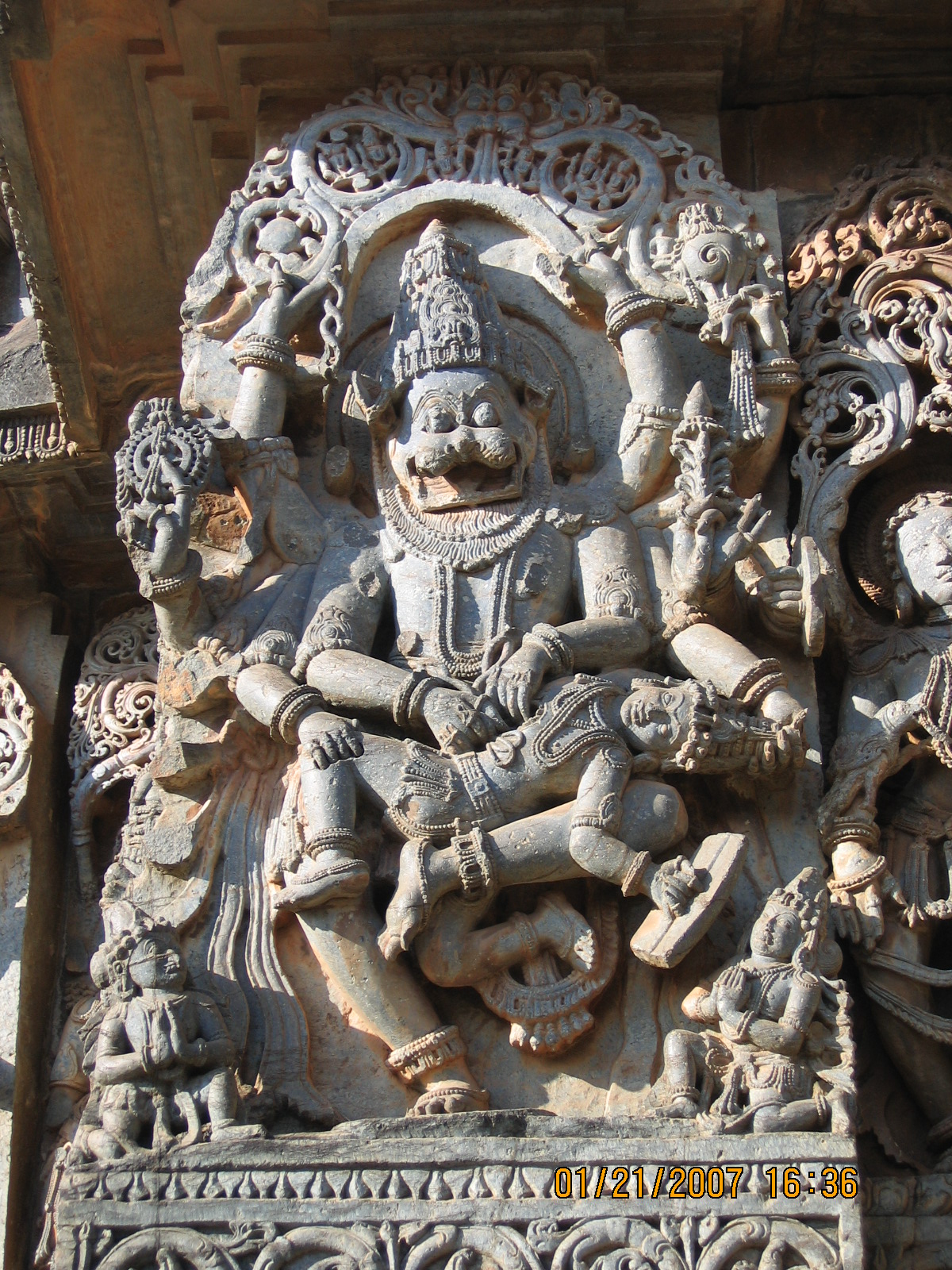
Vishnu als Narasimha tötet den Dämon (asura) Hiranyakashipu, Halebidu, 12. Jh.

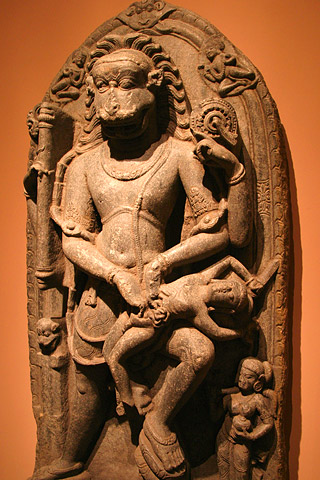
Narasimha tötet Hiranyakashipu; Holzfigur, 17. Jh.

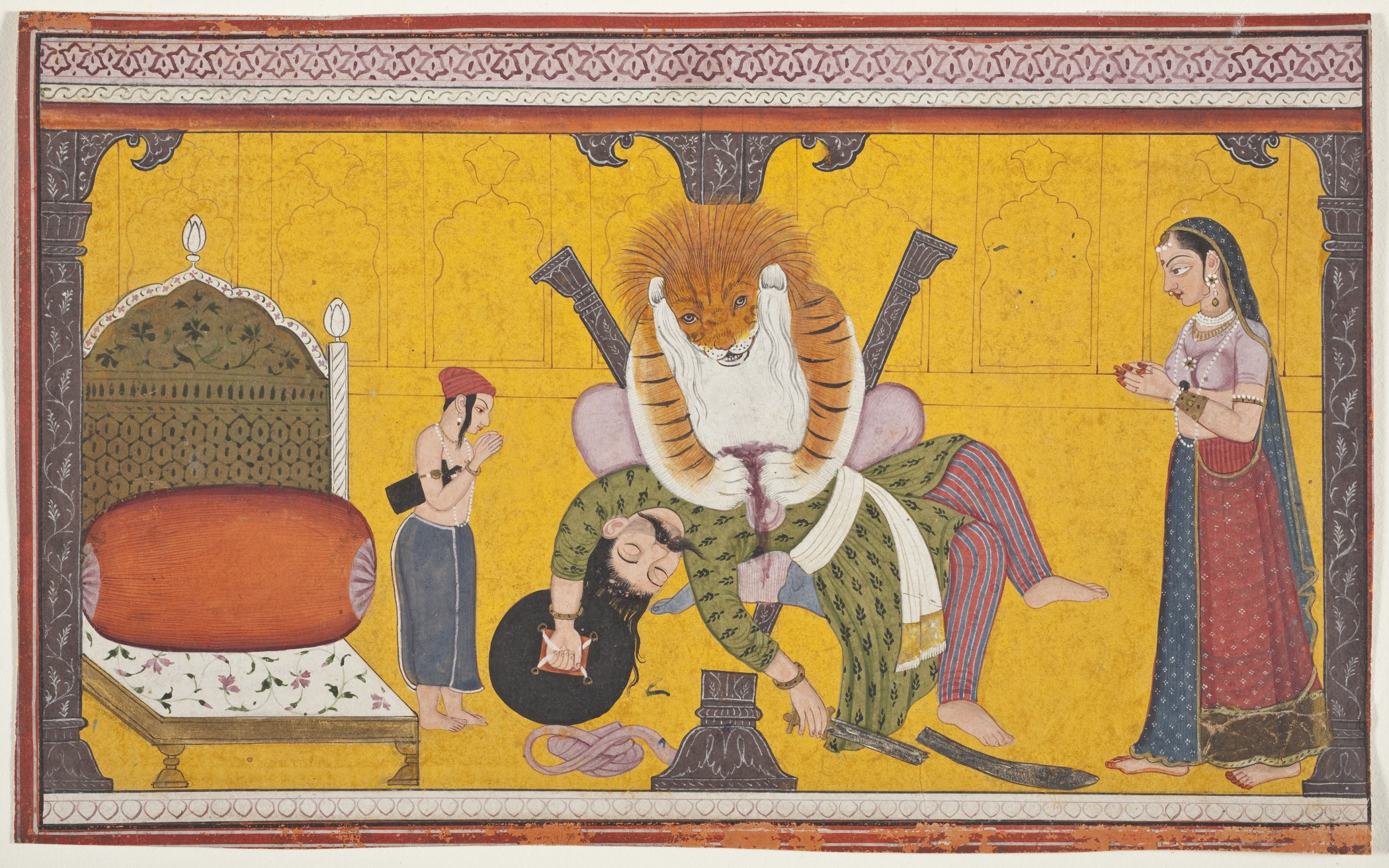
Narasimha tötet Hiranyakashipu, während Prahlada und seine Mutter andächtig verharren; Miniatur aus einem Bhagavatapurana, 18. Jh.

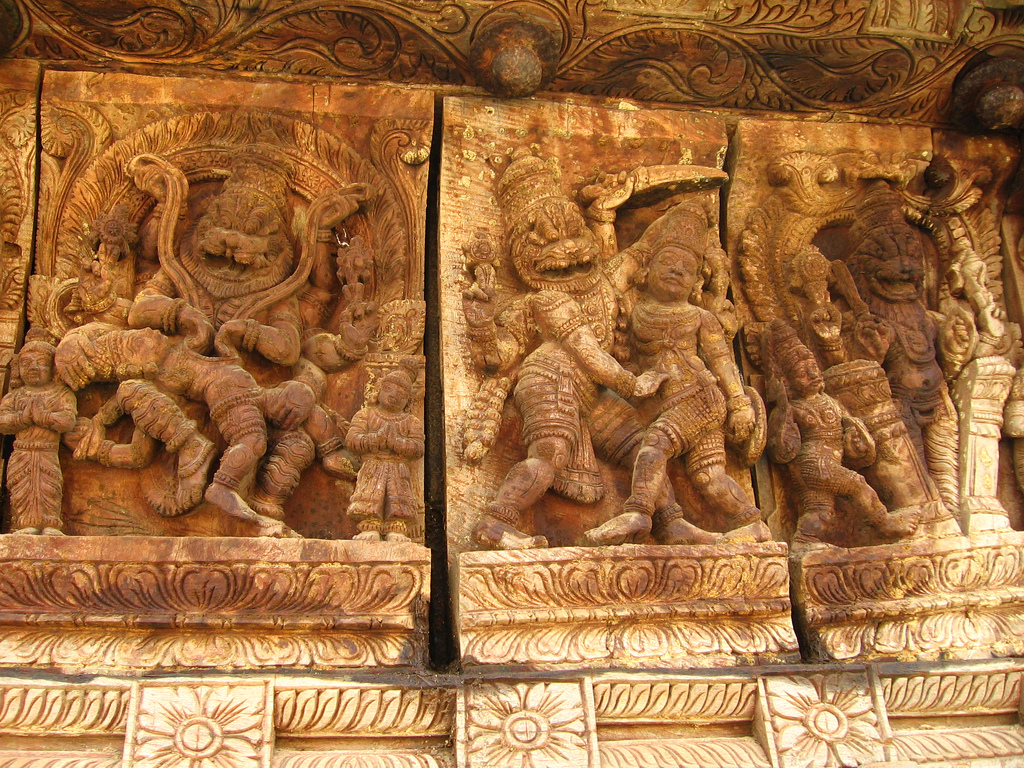
Narasimha tötet Hiranyakashipu; Holzfiguren 18. Jh.

Hiranyakashipu (Sanskrit, हिरण्यकशिपु, hiraṇyakaśipu) ist im Hinduismus ein Dämonenkönig (Asura), dessen jüngerer Bruder Hiranyaksha von Varaha getötet wurde, einem Avatar Vishnus.

## Legende
Durch den Tod seines Bruders erzürnt, entschloss sich Hiranyakashipu magische Kräfte zu erlangen, indem er für Brahma Buße tat. Hiranyakashipu bat um einen Gefallen von Brahma dergestalt, dass er nicht sterben könne, weder auf Erden, noch im All, noch in Feuer oder Wasser, weder tags noch nachts, weder drinnen noch draußen, weder durch die Hand eines Menschen, eines Gottes oder durch ein Tier oder irgendein anderes lebendes oder lebloses Wesen. Brahma war zufrieden mit seiner Buße und erfüllte ihm die Bitte.

## Hiranyakashipus Sohn Prahlada
Hiranyakashipu war ein Daitya und hasste die Devas, insbesondere die höchste Gottheit, Vishnu, dessen Anhänger er zu quälen begann. Hiranyakashipus Sohn, Prahlada, war ein sehr ergebener Anhänger von Vishnu. Hiranyakashipu misslang es, seinen Sohn davon zu überzeugen, ihm gegen Vishnu zu folgen, und versuchte daher, ihn zu töten, doch Prahlada wurde von Vishnu beschützt. Darauf angesprochen, weigerte sich Prahlada, seinen Vater als höchsten Herrn des Universums anzuerkennen (obwohl er den Gefallen Brahmas benutzt hatte, um die gesamte Welt zu unterwerfen) und behauptete, Vishnu sei allgegenwärtig. Noch mehrfach versuchte Hiranyakashipu, seinen Sohn zu töten.

## Holi
Einer der Versuche bestand darin, dass sich Hiranyakashipus dämonische Schwester Holika mit Prahlada auf einen brennenden Scheiterhaufen setzte. Holika hatte eine besondere Gabe, durch die sie von Feuer verschont blieb. Prahlada sang Vishnus Namen und im Kampf Gut gegen Böse verbrannte Holika, aber Prahlada geschah nichts. Das Verbrennen von Holika wird noch heute im hinduistischen Holi-Fest gefeiert.

## Narasimha
Hiranyakashipu fragte, ob Vishnu in einer bestimmten Säule versteckt wäre und Prahlada antwortete, dass dem so sei. Hiranyakashipu zerschmetterte die Säule und Narasimha kam daraus hervor. Narasimha tötete Hiranyakashipu, denn er war weder Mensch noch Tier noch ein Deva (sondern ein Avatar Vishnus, der auch Devadeva, Gott der Götter genannt wird; und er kommt in einer Gestalt, die halb Mensch und halb Löwe ist), und er tat dies während des Dämmerung (weder bei Tag noch bei Nacht), wobei er ihn auf sein Knie platzierte (weder auf Erden, noch im All) und auf der Schwelle des Eingangs zu einem Hof (weder drinnen, noch draußen) und seine Krallennägel als Waffen benutzte (weder belebt noch leblos).

## Symbolik
Dämonen (vgl. auch Andhaka, Hiranyaksha, Mahisasur) gefährden die bestehende – von Göttern und Menschen gewollte – Ordnung. Sie vereinen in sich alle bösen, d. h. zerstörerischen, selbstsüchtigen und letztlich dummen Kräfte. Sie stellen das friedliche Zusammenleben der Menschen infrage, in welchem Werte wie Weisheit sowie innere Gelassenheit und Harmonie eine dominierende Rolle spielen sollten.

## Darstellung
In der klassischen indischen Bildhauerkunst werden Dämonen keiner Einzeldarstellung für würdig befunden – gezeigt wird ausschließlich die Tötung Hiranyakashipus durch Narasimha. Der Sieg Narasimhas über Hiranyakashipu wird in den Tanztheaterformen Bhagavata mela in drei Dörfern um Thanjavur in Tamil Nadu und Prahlada nataka in Odisha dramatisiert.